# Agua Caliente Clippers 2018-2019
La stagione 2018-19 degli Agua Caliente Clippers fu la 2ª nella NBA D-League per la franchigia.
Gli Agua Caliente Clippers arrivarono secondi nella Pacific Division con un record di 26-24, non qualificandosi per i play-off.

## Roster
| N° | Naz.                       | Ruolo | Sportivo            | Anno | Alt. | Peso |
| -- | -------------------------- | ----- | ------------------- | ---- | ---- | ---- |
| 0  | Stati Uniti (bandiera)     | G     | Sindarius Thornwell | 1994 | 193  | 98   |
| 1  | Stati Uniti (bandiera)     | G     | Demarcus Holland    | 1994 | 193  | 81   |
| 2  | Stati Uniti (bandiera)     | G     | Ray McCallum        | 1991 | 191  | 86   |
| 3  | Stati Uniti (bandiera)     | G     | Ryan Boatright      | 1992 | 180  | 77   |
| 4  | Stati Uniti (bandiera)     | G     | Dakarai Allen       | 1995 | 196  | 88   |
| 5  | Stati Uniti (bandiera)     | G     | Brandon Fields      | 1988 | 193  | 88   |
| 7  | Belgio (bandiera)          | G     | Manu Lecomte        | 1995 | 180  | 77   |
| 8  | Stati Uniti (bandiera)     | A     | Jamel Artis         | 1993 | 201  | 97   |
| 11 | Stati Uniti (bandiera)     | G     | Evan Taylor         | 1996 | 206  | 93   |
| 15 | Stati Uniti (bandiera)     | A     | Johnathan Motley    | 1995 | 208  | 104  |
| 20 | Stati Uniti (bandiera)     | A     | Desi Rodriguez      | 1996 | 198  | 109  |
| 24 | Stati Uniti (bandiera)     | A     | Tyler Roberson      | 1994 | 203  | 93   |
| 25 | Canada (bandiera)          | A     | Anthony Bennett     | 1993 | 203  | 111  |
| 31 | Rep. Dominicana (bandiera) | C     | Ángel Delgado       | 1994 | 208  | 111  |
| 32 | Stati Uniti (bandiera)     | A     | Marc Loving         | 1994 | 203  | 100  |
| 33 | Stati Uniti (bandiera)     | A     | J.J. Avila          | 1991 | 201  | 107  |
| 33 | Stati Uniti (bandiera)     | A     | Terry Maston        | 1995 | 203  | 102  |
|    | Stati Uniti (bandiera)     | G     | Justin Bibbs        | 1996 | 196  | 100  |
|    | Stati Uniti (bandiera)     | G     | Jerome Robinson     | 1997 | 193  | 86   |
|    | Stati Uniti (bandiera)     |       | Anfernee Simons     | 1999 | 193  | 82   |

## Staff tecnico
- Allenatore: Brian Adams
- Vice-allenatori: Eugene Burroughs, Zendon Hamilton
- Vice-allenatore per lo sviluppo dei giocatori: Brian Boyle
- Preparatori atletici: Colby Claridy, Elbert Denina
- Preparatore fisico: Mickey Lee